# Universitatea de Economie din Cracovia
Universitatea de Economie din Cracovia (poloneză Uniwersytet Ekonomiczny w Krakowie, abreviat UEK) este una dintre cele cinci universități poloneze cu profil economic. Aceasta a fost înființată în 1925, fiind curent cea mai mare universitate de științe economice din Polonia. De asemenea, UEK ocupă a treia poziție în clasamentul universităților poloneze în funcție de mărime, urmându-le Universității Jagiellone și Universității de Știință și Tehnologie AGH.